# Música poética

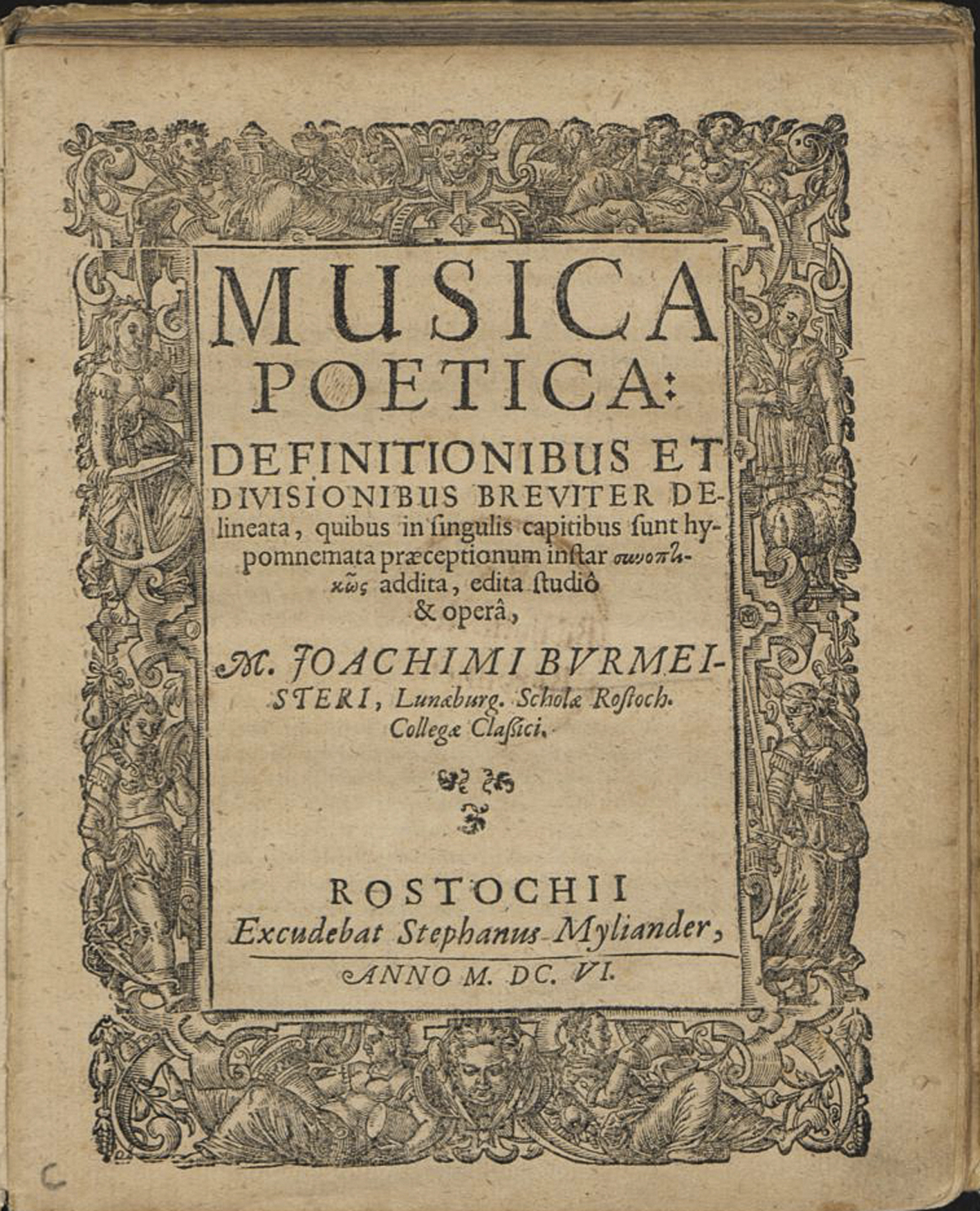
Portada de Musica Poetica, de Joachim Burmeister, 1606.

Música poética (o preferentemente su expresión en latín: Musica poetica) fue un término comúnmente aplicado en la teoría del arte de la composición musical en las escuelas y universidades alemanas de los siglos XVI y XVII.
Su primera referencia fue en la Rudimenta Musicae Planae (Wittenberg, 1533) de Nikolaus Listenius. Anteriormente, la música se había dividido en música teórica y música practica, que se categorizaban respectivamente con el quadrivium y el trivium. El interés de la musica poetica vino reflejada por el redescubrimiento humanístico de Aristóteles con su obra Poética. Dado que la música de la época significaba principalmente música vocal, era natural que los teóricos hicieran analogías entre la composición de la música y la composición de la oratoria o la poesía. De ahí el término musica poetica. Otra asimilación posible entre la retórica y la música fue adaptar las distintas fases del discurso: inventio, dispositio, elocutio y pronuntiatio, sin llegar nunca a considerar la memoria de la retórica.
Las analogías entre la música y las artes retóricas se establecieron en varios niveles. Gallus Dressler (1563) sugería comparar la estructura de una composición musical con la de un discurso, según se describe en las fuentes clásicas, dividiéndola en secciones como exordium, medium y finis (literalmente, 'principio', 'medio' y 'final '). Otro tipo de analogía fue comparar las reglas o gramática de la composición con las del discurso, como lo ilustra el uso de tautoëpia de Joachim Burmeister (1606) para etiquetar quintas y octavas consecutivas (que generalmente se consideraban ilegales excepto en circunstancias especiales).
Lo más significativo es que los recursos especiales melódicos, armónicos o técnicos en la música comenzaron a asociarse con las figuras de la oratoria clásica: por ejemplo, una secuencia ascendente o descendente en la música generalmente se llamaba clímax en la literatura de la musica poetica. Sin embargo, debe señalarse que tales analogías no siempre fueron directas: los términos usados en musica poetica no siempre corresponden de manera equivalente a sus contrapartes retóricas (por ejemplo, en oratoria, anáfora significa una repetición directa de una palabra, pero en música pueden denotar varios tipos de recursos repetitivos, como el desarrollo de un tema a través de la imitación (fuga). Además, la presencia de una figura retórica en el texto al que se pone música no implica una aplicación automática del equivalente musical de esa figura (es decir, nunca fue obligatorio para los compositores responder a ideas verbales como 'subir' con frases musicales ascendentes (conocidas como anabasis o ascensus en musica poetica).
El conocimiento tanto de la retórica clásica como de la musica poetica puede mejorar en gran medida la comprensión y la apreciación del oyente ante las obras compuestas en los siglos XVI y XVII, especialmente por figuras como Heinrich Schütz y Giacomo Carissimi. Sin embargo, también es importante no buscar ejemplos de figuras musicales en cada página, ya que si bien la retórica y la teoría musical estaban fuertemente asociadas, la naturaleza de esta asociación fue compleja y variable.